# سانت فينسنت والغرينادين
سانت فنسنت والغرينادين (بالإنجليزية: Saint Vincent and the Grenadines) هي دولة في سلسلة جزر الأنتيل الصغرى وبالتحديد الجزء الجنوبي من جزر ويندوارد والتي تقع في الطرف الجنوبي للحدود الشرقية لمنطقة البحر الكاريبي حيث يلتقي هذا الأخير مع المحيط الأطلسي. تبلغ مساحة البلاد 389 كم2 (150 ميل مربع) وتتألف من الجزيرة الرئيسية سانت فنسنت والثلثان الشماليان من جزر الغرينادين والتي تشكل سلسلة من الجزر الصغيرة تمتد إلى الجنوب من جزيرة سانت فنسنت وصولاً إلى جزيرة غرينادا. تقع إلى الشمال من سانت فنسنت جزيرة سانت لوسيا وبربادوس من الشرق. سانت فنسنت والغرينادين ذات كثافة سكانية عالية (أكثر من 300 نسمة / كيلومتر مربع) حيث يقطنها 120,000 شخص. عاصمة البلاد هي كينغستاون وهي أيضاً الميناء الرئيسي. تمتلك البلاد تاريخاً استعمارياً فرنسياً وبريطانياً وهي الآن جزء من الكومنولث ومجموعة الكاريبي.
ثار بركان لا سوفرير عدة مرات في أبريل 2021. بحلول 12 أبريل، كان أخلا 16,000 ساكن منازلهم. قدمت المساعدة والدعم المالي من قبل عدة جزر مجاورة والمملكة المتحدة ووكالات مثل الأمم المتحدة. أعلن عن أول عرض كبير للتمويل طويل الأجل بقيمة 20 مليون دولار أمريكي في 13 أبريل 2021 من قبل البنك الدولي.

## علم أصل الكلمة
أطلق كريستوفر كولومبوس، أول أوروبي وصل إلى الجزيرة، على جزيرة فنست اسم القديس فنسنت السرقسطي، الذي كان يوم عيده في اليوم الذي رأى فيه كولومبوس الجزيرة لأول مرة (22 يناير 1498). سميت جزر الغرينادين على اسم مدينة غرناطة الإسبانية. قبل وصول الإسبان، أطلق عليها الكاريب سكان جزيرة سانت فنسنت الأصليون اسم يولومين (Youloumain) لاعتقادهم بأن روح قوس قزح (Youlouca) سكنت الجزيرة.

## التاريخ

### فترة ما قبل الاستعمار
قبل وصول الأوروبيين والأفارقة في القرن
السادس عشر، سكنت مجموعات مختلفة من
الهنود الحمر سانت فنسنت الغريناين، بما في ذلك شعب سيبوني وأراواك وكاليناغو. دعى السكان الأصليون هذه الجزيرة باسم «هايرونا، جزيرة المباركين».

### الوصول الأوروبي والفترة الاستعمارية المبكرة
يُعتقد أن كريستوفر كولومبوس شاهد الجزيرة عام 1498 وأطلق عليها اسم سانت فنسنت. حارب شعب غاريفونا، الذي أصبح يعرف باسم «الكاريب الأسود»، بقوة الاستيطان الأوروبي في سانت فنسنت.

### الاستعمار الفرنسي والبريطاني
فشل الإنجليز والهولنديين بالسيطرة على الجزر بالبداية، أول من استطاع السيطرة عليها هم الفرنسيين، واستقروا في بلدة باروالي في الجانب المواجه للريح من سانت فنسنت في عام 1719. جلب الفرنسيون معهم العبيد الأفارقة للعمل في مزارع السكر والبن والتبغ والقطن والكاكاو.
استولى البريطانيون على الجزيرة وطردوا الفرنسيين من باروالي خلال حرب السنوات السبع، وأكد سيطرتهم معاهدة باريس (1763). أسس البريطانيون حصن شارلوت وجلبوا معهم المزيد من العبيد أفارقة للعمل في مزارع الجزيرة. ولكن حارب شعب غاريفونا البريطانيين، وبدأت حرب الكاريبي الأولى التي استمرت من 1772 إلى 1773.
خلال الحرب الإنجليزية الفرنسية (1778-1783)، استعاد الفرنسيون سانت فنسنت عام 1779. ولكن استعاد البريطانيون السيطرة عليها بموجب معاهدة فرساي (1783).

### الاستعمار البريطاني
أدى السلام غير المستقر بين البريطانيين والكاريب السود إلى حرب الكاريبي الثانية التي استمرت من 1795 إلى 1796. قاد الكاريب السود جوزيف شاتوير بدعم من الفرنسي فيكتور هوغز من جزيرة مارتينيك. أخمدت ثورتهم في عام 1797 على يد الجنرال البريطاني السير رالف أبيركرومبي. أُبرمت اتفاقية سلام نتج عنها نفي ما يقرب من 5000 من الكاريب السود إلى رواتان، وهي جزيرة تقع قبالة سواحل هندوراس، وإلى بليز وباليكو في الغرينادين.
أدى اندلاع بركان لا سوفريير في عام 1812 إلى دمار كبير.
ألغى البريطانيون العبودية في سانت فنسنت (وكذلك في جميع مستعمرات جزر الهند الغربية البريطانية الأخرى) في عام 1834، وتبع ذلك فترة تدريب مهني انتهت في عام 1838. نتج عن ذلك نقص العمالة في المزارع، تم علاج الأمر بجلب الخدم، وصل في أواخر أربعينيات القرن التاسع عشر العديد من المهاجرين البرتغاليين من ماديرا، وبين عامي 1861 و1888 وصلت حمولات سفن من العمال الهنود.

### القرن العشرين
ثار بركان لا سوفرير مرة أخرى في عام 1902 مما أسفر عن مقتل 1500-2000 شخص وتضرر الكثير من الأراضي الزراعية وتدهور الاقتصاد. مرت سانت فنسنت الغرينادين بمراحل مختلفة من الوضع الاستعماري تحت الحكم البريطاني. حيث أنشت جمعية تمثيلية في عام 1776، ووضعت حكومة مستعمرة التاج في عام 1877، وأنشئ مجلس تشريعي في عام 1925 بامتيازات محدودة، ومنح حق الاقتراع العام للبالغين في عام 1951. خلال فترة سيطرتها على سانت فنسنت والغرينادين حاولت بريطانيا توحيد الدولة مع جزر ويندوارد الأخرى، لتبسيط السيطرة البريطانية. حاول البريطانيون مرة أخرى توحيد جزر ويندوارد، بما في ذلك سانت فنسنت، في كيان سياسي موحد تحت السيطرة البريطانية. كان من المقرر أن يُطلق على الاتحاد اسم اتحاد جزر الهند الغربية. ولكن انهارت المحاولة في عام 1962. منحت بريطانيا سانت فنسنت وضع «دولة منتسبة» في 27 أكتوبر 1969.
ثار بركان لا سوفرير مرة أخرى في أبريل 1979. على الرغم من عدم مقتل أحد، تم إجلاء الآلاف ووقعت أضرار زراعية واسعة النطاق.
استقلت سانت فنسنت والغرينادين في 27 أكتوبر 1979. أصبح ذلك اليوم يوم عطلة رسمية. اختارت الدولة البقاء داخل الكومنولث البريطاني، والاحتفاظ بالملكة إليزابيث آنذاك، وممثلها الحاكم العام.

### حقبة ما بعد الاستقلال
كان ميلتون كاتو من حزب العمل (سانت فنسنت) أول رئيس وزراء للبلاد (كان رئيسًا للوزراء منذ عام 1974) خلال فترة حكمه كان هناك تمرد قصير في جزيرة يونيون في ديسمبر 1979 بقيادة لينوكس تشارلز. وهو تمرد مستوحى من الثورة الأخيرة في غرينادا، زعم تشارلز إهمال الحكومة المركزية. ولكن أخمد التمرد بسرعة قبض على تشارلز.
كانت هناك أيضًا سلسلة من الإضرابات في أوائل الثمانينيا ت. حكم كاتو البلاد حتى هزيمته في انتخابات سانت فينست العامة 1984 على يد جيمس فيتز ألين ميتشل من الحزب الديمقراطي الجديد. ظل جيمس ميتشل رئيسًا للوزراء لمدة 16 عامًا حتى عام 2000، وفاز بثلاث انتخابات متتالية. سعى ميتشل إلى تحسين التكامل الإقلي.
أصبح أرنهيم يوستاس رئيسًا للوزراء بعد أن تولى قيادة الحزب الوطني الديمقراطي في عام 2000 بعد تقاعد ميتشل. هُزم بعد ذلك بعام على يد رالف غونسالفيس من حزب الوحدة العمالي. جادل رالف بأن الدول الأوروبية مدينة لدول الكاريبي بتعويضات عن دورها في تجارة الرقيق عبر الأطلسي. فاز غونسالفيس بولاية ثانية في عام 2005، وثالثة في عام 2010، ورابعة في عام 2015.
أجري استفتاء في عام 2009 على اقتراح تبني دستور جديد يجعل البلاد جمهورية مع رئيس غير تنفيذي، وهو اقتراح يدعمه رئيس الوزراء غونسالفيس. كانت أغلبية الثلثين مطلوبة، لكن الاصوات كانت 29.019 صوتًا ضد (55.64%) مقابل 22,493 نعم (43.13%).
دخل رالف غونسالفيس التاريخ في نوفمبر 2020 من خلال تحقيق الفوز الخامس على التوالي لحزب الوحدة العمالي في الانتخابات العامة.
ثار بركان لا سوفرير في 9 أبريل 2021 مما أرسل الرماد إلى الغلاف الجوي لعدة أميال. تم إجلاء ما يقرب من 16,000 شخص في الأيام التي سبقت الانفجار.

## السياسة
سانت فنسنت وغرينادين دولة ديمقراطية برلمانية وملكية دستورية ملكها هو تشارلز الثالث رأس الدولة. لا يقيم الملك في الجزر ويمثله في البلاد الحاكم العام لسانت فنسنت وغرينادين، وحاليًا سوزان دوغان (منذ 1 أغسطس 2019).
منصب الحاكم العام شرفي في الأغلب وتكون من اختصاصاته فتح الجمعية العامة، وتعيين مختلف المسؤولين الحكوميين. السيطرة على الحكومة تقع على عاتق رئيس الوزراء المنتخب ومجلس الوزراء. رئيس الوزراء الحالي هو رالف غونسالفيس من حزب العمال المتحد.
الفرع التشريعي للحكومة هو مجلس نواب سانت فنسنت الغرينادين، ويضم 15 عضوًا منتخبًا وستة أعضاء معينين مدة عضوية البرلمان خمس سنوات، يجوز لرئيس الوزراء الدعوة لإجراء انتخابات في أي وقت.
ليس للبلاد قوات مسلحة رسمية، ولكن لديها قوة سانت فنسنت الملكي وشرطة قوة غرينادين يشمل وحدة الخدمات الخاصة، فضلا عن الميليشيات التي لها دور مساند في الجزيرة.
وقعت سانت فنسنت في عام 2017 على معاهدة الأمم المتحدة لحظر الأسلحة النووية.

## الجغرافيا
تقع سانت فنسنت والغرينادين غرب من بربادوس بين شمال سانت لوسيا وجنوب غرينادا في جزر ويندوارد من جزر الأنتيل الصغرى في البحر الكاريبي. تتألف البلاد من جزيرة سانت فنسنت (344 كم2 أو 133 ميل مربع) والثلثين الشماليين من جزر غرينادين (45 كم2 أو 17 ميل مربع)، والتي تشكل سلسلة من الجزر الصغيرة تمتد جنوباً نحو غرينادا.
عاصمة سانت فنسنت وجزر غرينادين هي كينغستاون. يبلغ طول جزيرة سانت فنسنت 26 كـم (16 ميل) وعرضها 15 كـم (9.3 ميل) ومساحتها 344 كـم2 (133 ميل2) في المنطقة. تمتد جزر الغرينادين على مساحة 60.4 كـم (37.5 ميل)، تبلغ مساحتها 45 كـم2 (17 ميل2).
جزيرة سانت فنسنت هي جزيرة بركانية ذات غابات كثيفة. أعلى قمة في سانت فنسنت هي بركان لا سوفريير على ارتفاع 1,234 م (4,049 قدم). الجبال الرئيسية الأخرى في سانت فنسنت هي (من الشمال إلى الجنوب) قمة ريتشموند وجبل بريسبان وجبل كولوناري وغراند بونهوم وبيتي بونهوم وجبل سانت أندرو.
البلد موطن لثلاث مناطق بيئية أرضية: غابات جزر ويندوارد الرطبة، وغابات جزر ليوارد الجافة، وغابات جزر ويندوارد الجافة. كان لدى البلاد درجة 6.95 /10 في مؤشر سلامة المناظر الطبيعية للغابات لعام 2019 في 61 عالميًا من بين 172 دولة.

### التقسيمات الإدارية

أبرشيات سانت فينسيت والغرينادين

سانت فنسنت والغرينادين تنقسم إلى 6 أبرشيات. خمسة من الأبريشيات تقع في جزيرة سانت فنسنت وواحدة في الغرينادين وهي ثلثي جزر الغرينادين.

حدود الغرينادين

| الأبرشية           | العاصمة       | المساحة (كم²) | تعداد السكان (2000) |
| ------------------ | ------------- | ------------- | ------------------- |
| أبرشية شارلوت      | جورجتاون      | 149           | 38,000              |
| أبرشية الغرينادين  | بورت إليزابيث | 43            | 9,200               |
| أبرشية سانت أندرو  | لايو          | 29            | 6,700               |
| أبرشية سانت ديفيد  | شاتوبلير      | 80            | 6,700               |
| أبرشية سانت جورج   | كينغستاون     | 52            | 51,400              |
| أبرشية سانت باتريك | بارولي        | 37            | 5,800               |

## الاقتصاد

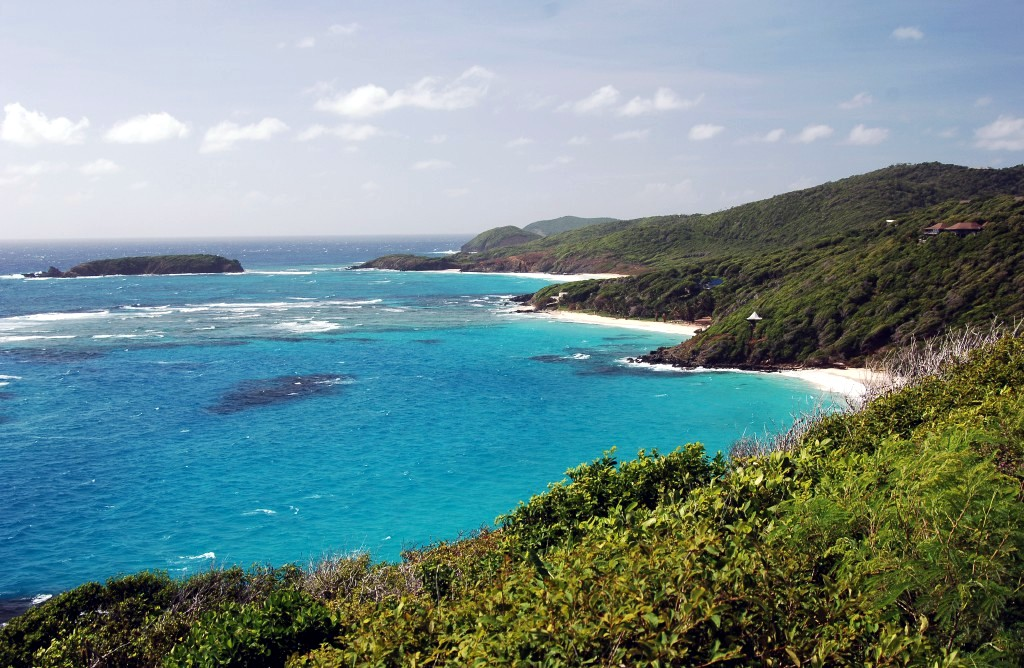
موستيك في الغرينادينز.

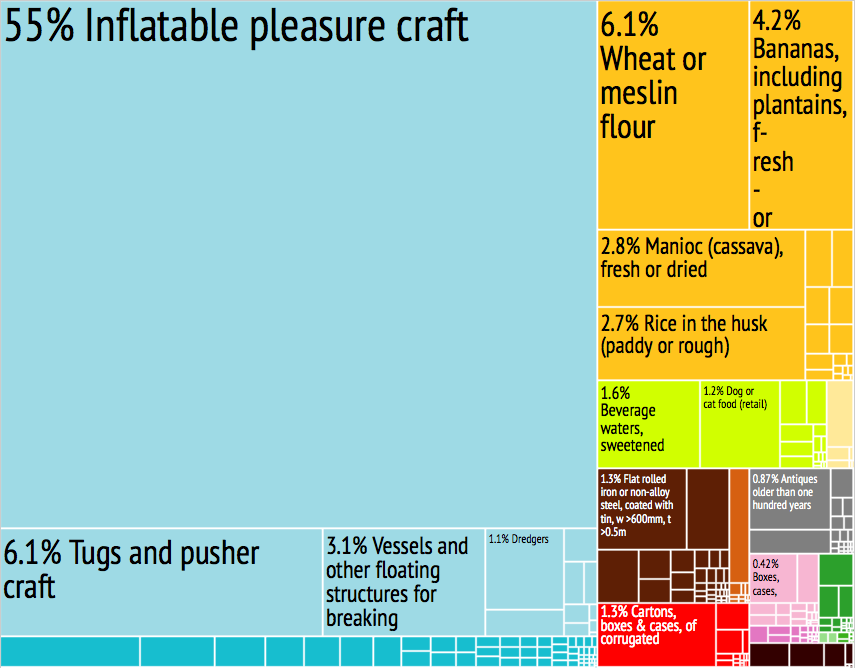
رسومية تصوير سانت فنسنت وغرينادين صادرات المنتجات في فئات 28 لون مشفرة.

الزراعة، التي يسيطر عليها إنتاج الموز، هي القطاع الأكثر أهمية في هذا الاقتصاد المنخفضة الدخل المتوسط. قطاع الخدمات، وتستند في معظمها على الصناعة السياحية المتزايدة، مهم أيضا. وكانت الحكومة غير ناجحة نسبيا في تقديم الصناعات الجديدة، ومعدل البطالة لا يزال مرتفعا عند 19.8% في تعداد عام 1991 إلى 15% في عام. 2001 كما أن الاعتماد المستمر على محصول واحد يمثل أكبر عقبة أمام جزر 'التنمية والقضاء العواصف الاستوائية من أجزاء كبيرة من المحاصيل في عدة سنوات.

### السياحة
قطاع السياحة لديها إمكانات كبيرة للتنمية. وقد ساعد تصوير الأخيرة للقراصنة الكاريبي الأفلام في الجزيرة لإظهار هذا البلد إلى المزيد من الزوار والمستثمرين المحتملين. وقد حفز النمو الذي حدث مؤخرا من قبل النشاط القوي في قطاع التشييد والبناء وتحسين في السياحة.

### النقل والمواصلات
افتتح مطار أرجيل الدولي، المطار الدولي الجديد في البلاد. في 14 فبراير 2017.

## الديموغرافيا
ُقدر تعداد السكان في 2021 بنحو  نسمة. وكانت التركيبة العرقية كالتالي 66% من السود و19% من أصل مختلط و6 % من الهنود الشرقيين و4% من الأوروبيون (أساساً برتغاليون) و2% من الكاريب الهنود الحمر و3 % آخرون. معظم سكان البلاد هم أحفاد الشعوب الأفريقية التي جلبت إلى الجزيرة للعمل في المزارع. توجد عرقيات أخرى مثل البرتغاليين (من ماديرا) والهنود الشرقيين الذين جلبوا للعمل في المزارع بعد إلغاء الرق من قبل البريطانيين. تعاني سانت فنسنت من ارتفاع معدل الهجرة العكسية. يرتفع أيضاً معدل البطالة مع وجود نقص في العمالة، وتزايد النمو السكاني تشكل كلها مجتمعة تحديات رئيسية للبلاد.

### اللغات
اللغة الرسمية هي اللغة الإنجليزية ولكن سكان البلاد يتحدثون كريول سانت فنسنت. تستخدم اللغة الإنجليزية في التعليم والحكومة والدين والمجالات الرسمية الأخرى، بينما تستخدم الكريول (أو اللهجة كما هو يشير إليها المحليون) في المواقف غير الرسمية مثل بين الأصدقاء أو في المنزل. كما لا تزال مختلف المجموعات العرقية تستخدم لغاتها الأم مثل البرتغالية والبوجبوري.

#### الدين
وفقا لتعداد 2001 عرّف 81.5% من سكان البلاد أنفسهم على أنهم مسيحيون، و6.7% لديهم دين آخر و8.8% ملاحدة و1.5% بدون دين.
تشكل الأنجليكية أكبر طائفة دينية حيث تشكل (17.8%) من السكان. تشكل الخمسينية (17.6%) من البلاد. والميثودية (10.9%) والسبتيين (10.2%) والمعمدانيين (10.0٪). والكاثوليك (7.5%) والإنجيليين (2.8%) وكنيسة الله (2.5%) والإخوة المسيحيين (1.3%) وشهود يهوه (0.6%) وجيش الخلاص (0.3%).
تشمل المجموعات الدينية الأخرى الراستافارية (1.5%) والهندوسية والإسلام (1.5%).

##### المسيحية
تُشكل المسيحية في سانت فنسنت والغرينادين أكثر الديانات إنتشاراً بين السكان، وفقًا لتعداد السكان في عام 2001، فإن 81.5% من سكان سانت فنسنت والغرينادين يعتبرون أنفسهم مسيحيين، وحوالي 6.7% أتباع أديان آخرى وحوالي 8.8% أعلنوا أنهم لا دين لهم. وتُعد البروتستانتية كبرى الطوائف المسيحيَّة في سانت فنسنت والغرينادين إذ أن حوالي حوالي 75% من السكان هم من البروتستانت، منهم 17.8% ينتمون إلى الكنيسة الأنجليكانية، وحوالي 17.6% إلى مذهب الخمسينية، وحوالي 10.9% إلى مذهب الميثودية، ويرجع ذلك إلى الحكم البريطاني وكثافة الإرساليات البروتستانتيَّة. معظم بقية السكان تنتمي إلى الكنيسة الكاثوليكية (7.5%). منذ عقد 1991 ازدادت أعداد المنتمين إلى مذهب الخمسينيّة والإنجيلية على حساب الكنائس التقليديَّة في البلاد.

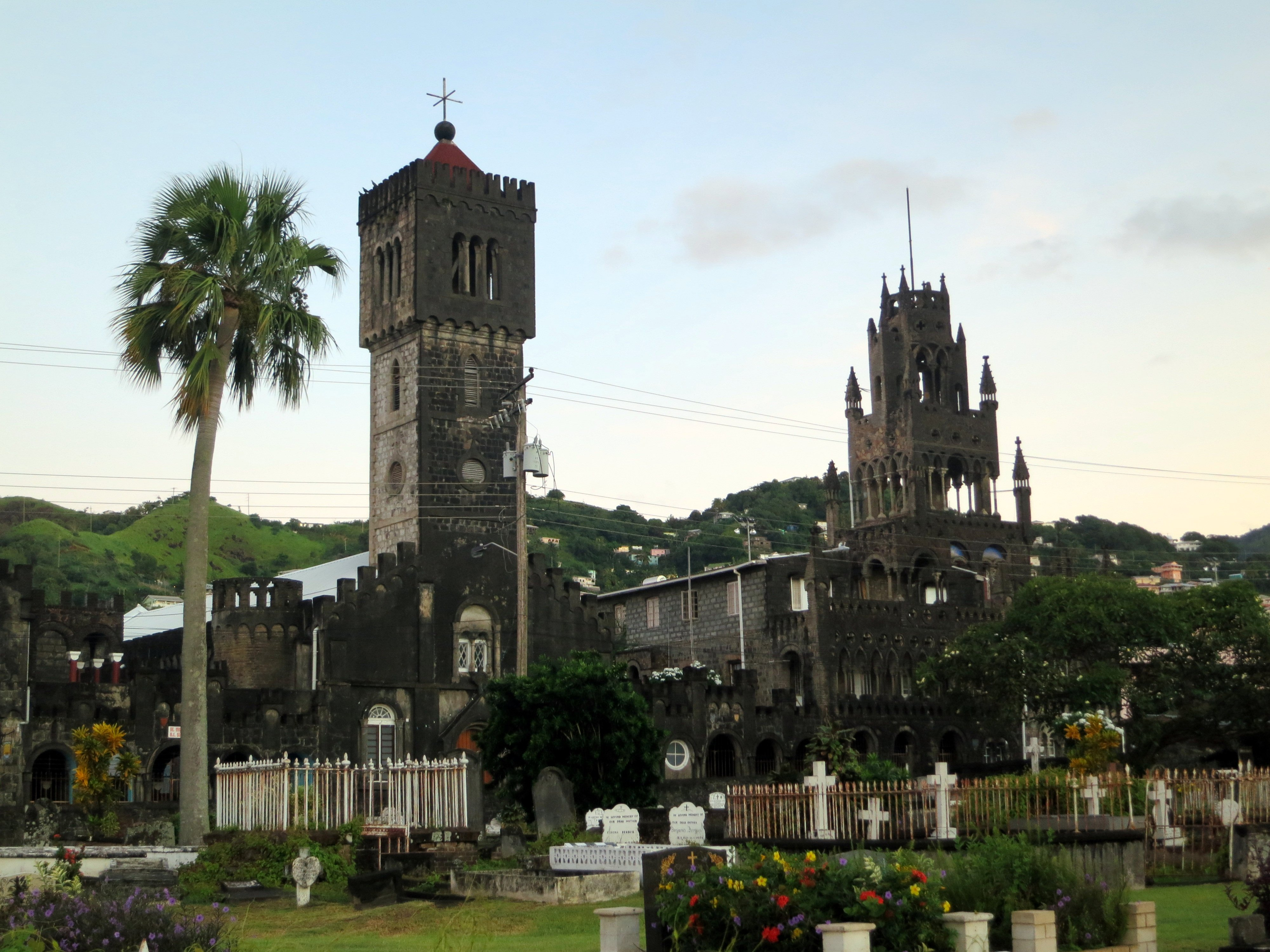
كاتدرائية الإنتقال في كينغستاون.

دعيت جزيرة سانت فنسنت تيمنًا بالقديس فنسنت دي بول، ووفقًا للإحصائيات المختلفة يشكل أتباع الديانة المسيحية أكثر من 70% من مجمل السكان، وتعد الكنيسة الأنجليكانية كبرى الطوائف المسيحية في الجزيرة مع حوالي 47% من السكان، يليهم أتباع الكنيسة الكاثوليكية مع حوالي 13% من السكان والكنيسة الميثودية مع حوالي 10%. تعد الكنيسة الكاثوليكية ثالث كبرى المذاهب المسيحية في البلاد بعد الأنجليكانية والمذهب الميثودي. في 23 أكتوبر من عام 1989 وافق البابا يوحنا بولس الثاني على إقامة أبرشية كينغستاون، بعد تقسيم أبرشية بريدج تاون - كينغستاون، والتي نشأت منها أيضًا أبرشية بريدج تاون الرومانية الكاثوليكية. أبرشية كينغستاون هي المنطقة الكنسيَّة الوحيدة في البلاد، وتضم سبعة رعايا، بما في ذلك ثلاثة رعايا في جزيرة سانت فنسنت وأربعة في غرينادين، والأسقف المحلي هو عضو في المؤتمر الأسقفي في جزر الأنتيل. وتضم الكنيسة الكاثوليكية عشرة مدارس كاثوليكيَّة منها خمس حضانات وثلاث مدارس ابتدائية ومدرستين ثانويتين.

## الثقافة

### الرياضة
تمتلك سانت فنسنت والغرينادين دوري كرة قدم خاص بها وكذلك فريقاً وطنياً لكرة القدم. كما تمتلك البلاد فريق ركبي وطني يأتي في المرتبة 74 عالمياً.

### الموسيقى
تضم موسيقى سانت فنسنت والغرينادين الطبل الكبير وكاليبسو وسوكا وستيلبان والريغي أيضاً. موسيقى الفرق الوترية والكادريل والبيل بالإضافة إلى رواية القصص التقليدية من الفنون الشائعة.
النشيد الوطني لسانت فنسنت والغرينادين هو «أرض سانت فنسنت جميلة جداً» الذي اعتمد بعد الاستقلال في عام 1979 كتبه فيليس جويس ماكلين بونيت من تلحين جويل بيرترام ميغيل.

## الاعلام والاتصالات
في عام 2005 كان في سانت فنسنت والغرينادين 22,500 خط هاتف أرضي. نظام خطوط الهواتف الثابتة في البلاد آلي بشكل كامل ويغطي الجزيرة بكاملها وجميع جزر الغرينادينز المأهولة. في عام 2004 كان هناك 57,000 هاتف جوال. تغطي خدمات الهاتف المحمول أغلب سانت فنسنت وكذلك الغرينادينز.
يوجد في البلاد تسع محطات راديو ف.م ومحطة ا.م. يوجد أيضاً محطة بث تلفزيوني وحيدة ومزود كابل تلفزيوني وحيد. كما يوجد في البلاد مزودان اثنان للإنترنت هما شركة الاتصالات السلكية واللاسلكية وكابل كاريب.

## روابط خارجية
Government
- الموقع الرسمي
- Website of the Prime Minister of St Vincent and the Grenadines
- Chief of State and Cabinet Members

General information
- Saint Vincent and the Grenadines. كتاب حقائق العالم. وكالة المخابرات المركزية.
- Saint Vincent and the Grenadines from UCB Libraries GovPubs
- سانت فينسنت والغرينادين على مشروع الدليل المفتوح
- St Vincent and the Grenadines from the بي بي سي نيوز
- أطلس ويكيميديا حول Saint Vincent and the Grenadines
- Key Development Forecasts for St Vincent and the Grenadines from International Futures
- Saint Vincent and the Grenadines Private Sector Assessment Report

{{Saint Vincent and